# Plantago tubulosa
Plantago tubulosa là một loài thực vật có hoa trong họ Mã đề. Loài này được Decne. mô tả khoa học đầu tiên năm 1852.